# Depotplåster

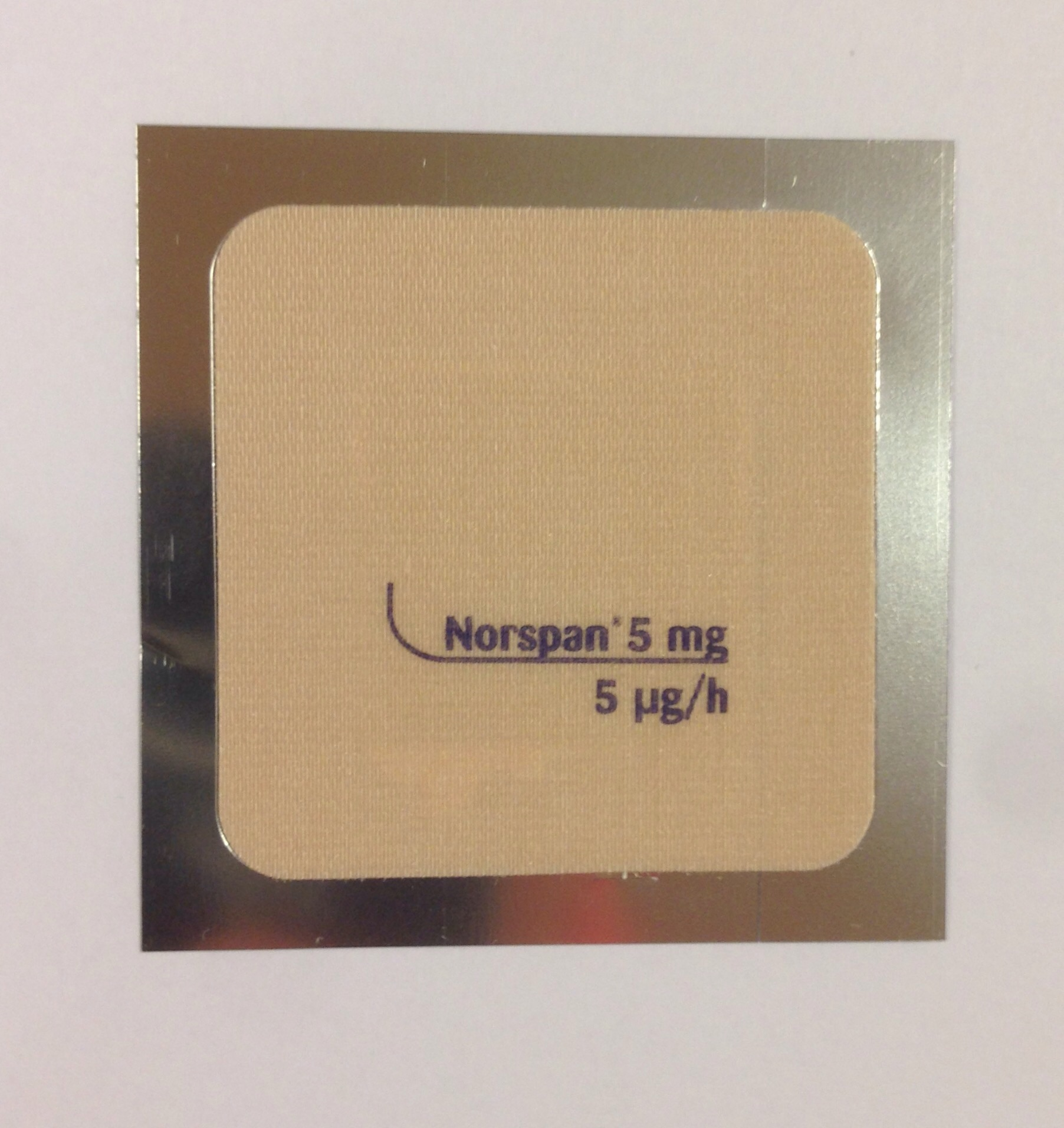
Smärtplåster innehållande Buprenorfin.

Depotplåster, även depåplåster och transdermalt plåster, är en beredningsform av läkemedel där ett plåster innehållande en aktiv substans blir applicerad på huden där substansen sedan absorberas av kroppen den vägen, det vill säga "transdermalt" vilket ungefär betyder "genom huden". Det används för att få lokal eller tidsmässigt längre verka och kan vara lämpligt när den sjuke kräks eller av någon anledning är oförmögen att inta läkmedel via munnen. Det finns både kortverkande och långtidsverkande plåster.
Exempel på sådana beredningar är nikotinplåster, som används mot nikotinberoende, samt fentanylplåster, som är ett kraftigt smärtstillande läkemedel.